# Miyagi (Miyagi)
Miyagi (jp. 宮城町 Miyagi-machi) war eine Stadt (-machi) im Landkreis (-gun) Miyagi der japanischen Präfektur (-ken) Miyagi.
Die Gemeinde entstand während der Großen Shōwa-Gebietsreform 1955 im Kreis Miyagi als Dorf Miyagi (宮城村 Miyagi-mura) durch den Zusammenschluss der Dörfer Ōsawa und Hirose, ein kleiner Teil von Akiu aus dem Kreis Natori wurde ebenfalls eingemeindet. 1963 wurde Miyagi zur Stadt. Diese erlosch 1987, als sie in Präfekturhauptstadt von Miyagi, die östlich angrenzende kreisfreie Stadt (-shi) Sendai, eingemeindet wurde. Dort wurde das Gebiet bei der Ernennung zur Großstadt 1989 Teil des Bezirks (-ku) Aoba, der flächenmäßig hauptsächlich aus der ehemaligen Stadt Miyagi besteht, aber auch bevölkerungsreichere, wesentlich dichter besiedelte nordwestliche Teile des alten Stadtgebiets von Sendai umfasst.

Gemeindegliederung von Miyagi nach der Großen Shōwa-Gebietsreform der Nachkriegszeit, Gemeindegrenzen des 21. Jahrhunderts schwarz fett. Die Stadt Miyagi (braun) reicht von der nordwestlichen Stadtgrenze von Sendai bis zur Präfekturgrenze.

Der Stadtkern von Miyagi und die beiden Vorläuferdörfer Ōsawa und Hirose lagen im Tal des Flusses (-gawa) Hirose, im unteren östlichen Teil bildete der Fluss die Grenze zwischen Hirose links und Ōsawa rechts. Die Gemeindegebiete erstreckten sich schon seit der Meiji-Zeit bis zur Präfekturgrenze vom Miyagi im Ōu-Gebirge mit mehreren Eintausendern im oder an der Grenze des Stadtgebiets. Durch das Hirose-Tal verlaufen die Nationalstraße 45 und die Senzan-Linie der damaligen Staatsbahn mit acht Bahnhöfen auf dem Stadtgebiet von Miyagi.